# Tunes (Silves)
Tunes, ou Aldeia de Tunes, vem do Árabe "at-Tunis", é uma povoação portuguesa do Município de Silves sede da Freguesia de Tunes, freguesia que tem 12,13 km² de área e 2 660 habitantes (2011), e, por isso, uma densidade populacional de 219,3 hab/km², o que lhe permite ser classificada como uma Área de Baixa Densidade (portaria 1467-A/2001).
A Freguesia de Tunes foi extinta em 2013, tendo sido agregada à Freguesia de Algoz, sendo criada a União das Freguesias de Algoz e Tunes. Esta alteração foi revertida em 2025.
Alguns historiadores acreditam que este local terá originariamente sido habitado por pessoas provenientes de Tunes, na Tunísia e daí o nome "Tunes".[carece de fontes?]
Na estação desta vila, que é o entroncamento da Linha do Sul e da Linha do Algarve, passam diariamente muitos comboios Alfa Pendular e Intercidades com destino a Lisboa ou a Faro, e comboios regionais entre V.R.S.A. e Lagos.
Tunes apresenta várias associações desportivas, que se destacam em várias modalidades desportivas, nomeadamente o atletismo e o ciclismo.

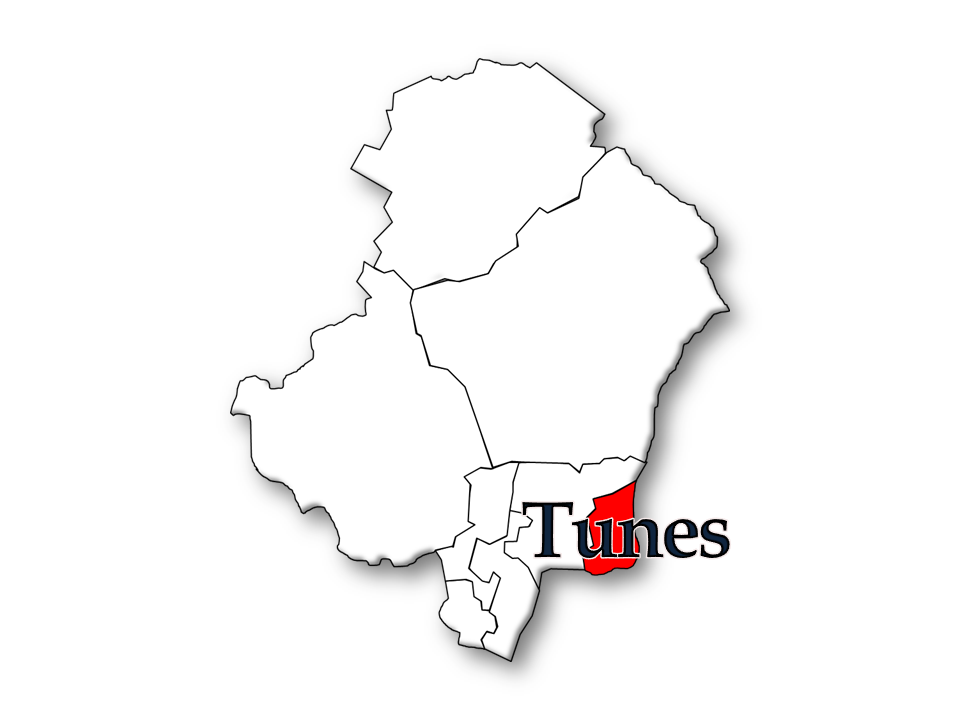
Localização da Freguesia de Tunes no Município de Silves

## População
| População da freguesia de Tunes | População da freguesia de Tunes | População da freguesia de Tunes | População da freguesia de Tunes | População da freguesia de Tunes | População da freguesia de Tunes | População da freguesia de Tunes | População da freguesia de Tunes | População da freguesia de Tunes | População da freguesia de Tunes | População da freguesia de Tunes | População da freguesia de Tunes | População da freguesia de Tunes | População da freguesia de Tunes | População da freguesia de Tunes |
| ------------------------------- | ------------------------------- | ------------------------------- | ------------------------------- | ------------------------------- | ------------------------------- | ------------------------------- | ------------------------------- | ------------------------------- | ------------------------------- | ------------------------------- | ------------------------------- | ------------------------------- | ------------------------------- | ------------------------------- |
| 1864                            | 1878                            | 1890                            | 1900                            | 1911                            | 1920                            | 1930                            | 1940                            | 1950                            | 1960                            | 1970                            | 1981                            | 1991                            | 2001                            | 2011                            |
|                                 |                                 |                                 |                                 |                                 |                                 |                                 |                                 |                                 |                                 |                                 |                                 | 1 709                           | 2 022                           | 2 660                           |

;
;
;

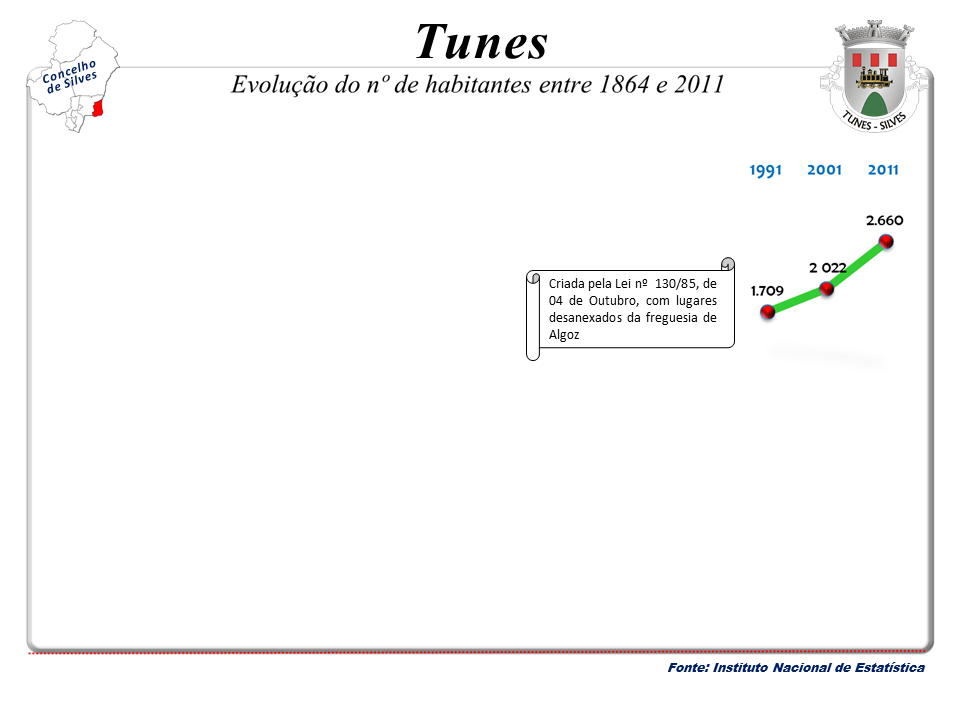
Evolução da População 1991/ 2011

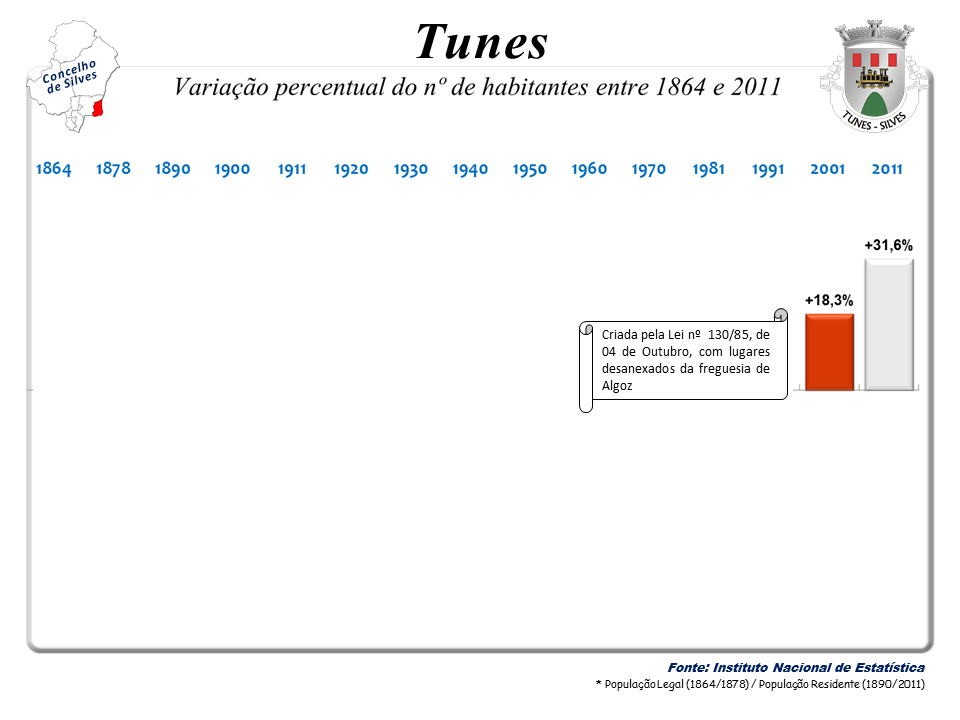
Variação da População 1991/ 2011

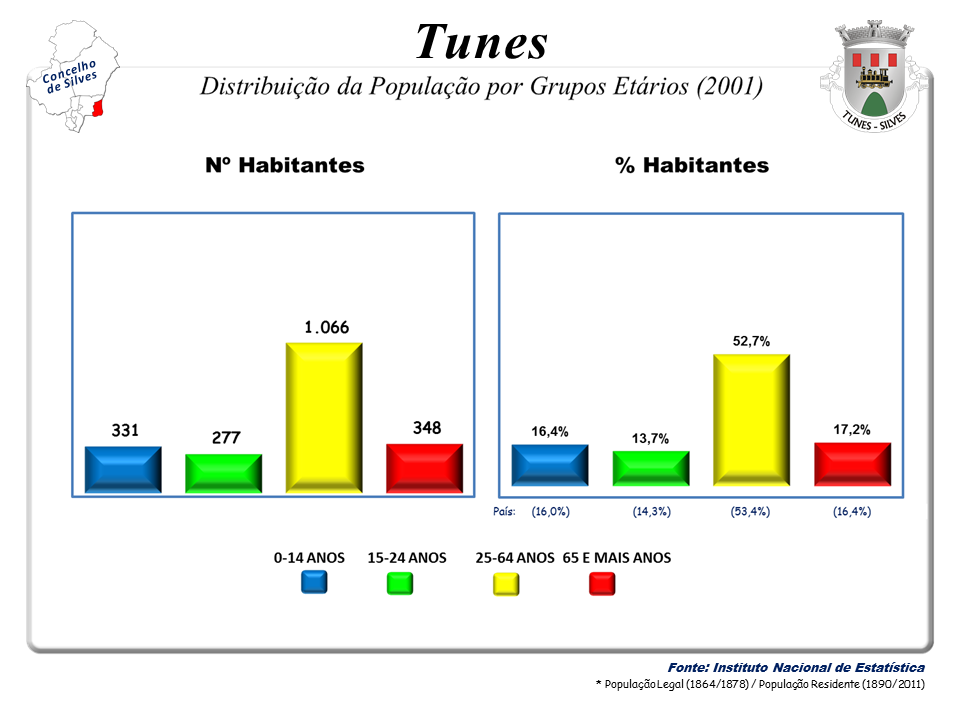
A População em 2001

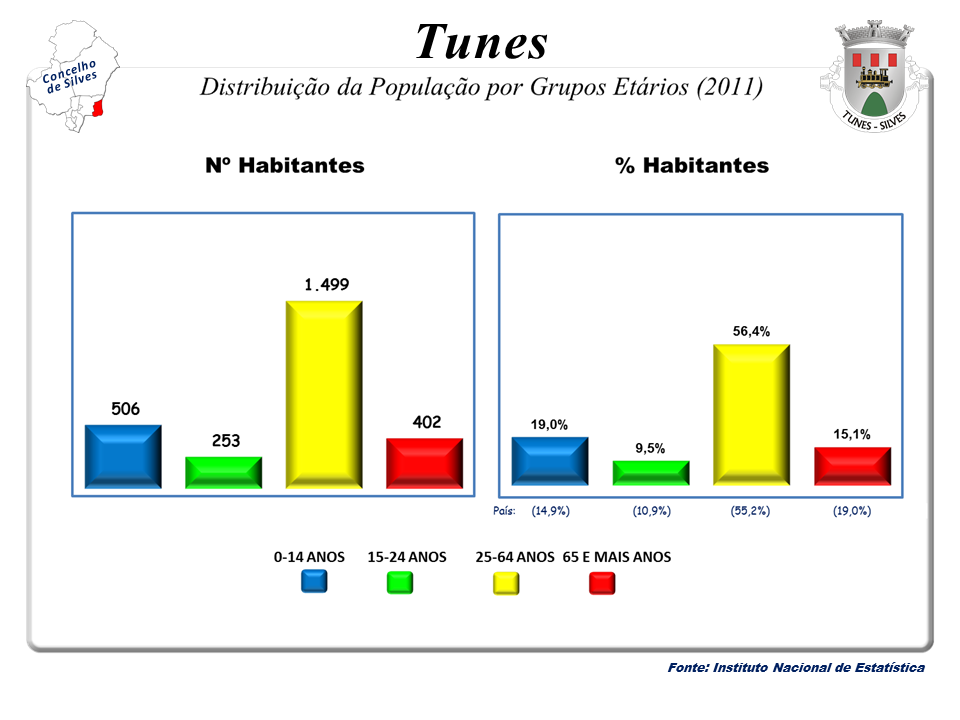
A População em 2011

Criada pela Lei nº  130/85, de 04 de Outubro, com lugares desanexados da freguesia de Algoz